# انتقال افقی ژن
انتقال افقی ژن (به انگلیسی: Horizontal gene transfer، به طور مخفف HGT) که به نام (به انگلیسی: Lateral gene transfer،  به طور مخفف LGT) هم شناخته می‌شود، به انتقال ماده ژنتیکی میان جانداران در مسیری غیر از انتقال عمودی ژن‌ها (به انگلیسی: vertical transfer) می‌گویند. در انتقال عمودی ژن‌ها، ماده ژنتیکی از والد به فرزندان انتقال پیدا می‌کند. انتقال افقی ژن‌ها یکی از مهم‌ترین عوامل مقاومت آنتی‌بیوتیکی در باکتری‌ها است. از انتقال افقی ژن‌ها در مهندسی ژنتیک نیز استفاده می‌شود. برای مثال باکتری‌های تجزیه‌کننده سموم کشنده آفات گیاهی.
چند سازوکار مختلف برای انتقال افقی ژن‌ها وجود دارد:
- ترانسفورماسیون (به انگلیسی: Transformation): سلول، ماده ژنتیکی بیگانه (DNA یا RNA) را برداشته (وارد خود می‌سازد) و آن را بیان می‌کند. این پدیده بیشتر در باکتری‌ها دیده شده‌است و کمتر در یوکاریوت‌ها مشاهده می‌شود. در آزمایشگاه‌های ژنتیک، از ترانسفورماسیون برای ورود ژن‌های جدید به داخل باکتری جهت مصارف صنعتی یا بیوتکنولوژی استفاده می‌گردد.
- ترانس‌داکشن (به انگلیسی: Transduction): فرایندی است که در آن، DNAی باکتریایی از یک باکتری به باکتری دیگر از طریق فاژ (باکتریوفاژ) منتقل می‌شود.
- هم یوغی یا کونژوگاسیون (به انگلیسی: conjugation): فرایندی است که ماده ژنتیکی از طریق تماس مستقیم دو باکتری با هم صورت می‌گیرد. در این فرایند، باکتری دهنده با استفاده از پیلی جنسی به باکتری گیرنده می‌چسبد و سپس ماده ژنتیکی مربوطه را به باکتری گیرنده منتقل می‌کند.[۲]

ترانسفورماسیون گیاهان مستلزم داشتن بافت گیاهی سالم با رشد و تقسیم سریع می‌باشد.